# Jakub Szach
Jakub Szach (ukr. Яків Шах) – watażka kozacki, ataman niżowy w latach 1577–1579. 
Dowodził oddziałem na służbie u wojewody kijowskiego Konstantego Ostrogskiego. Wziął udział w wyprawie na Mołdawię dowodzonej przez przyjaciela, Jana Podkowę. Napadł na tatarskiego posła wracającego z Moskwy. Został uwięziony przez Polaków w klasztorze w Kaniowie, gdzie zmarł.